# Vilanova d'Éssera
Vilanova és un municipi de la província d'Osca, a la comunitat autònoma d'Aragó, Espanya. Pertany a la comarca de la Ribagorça. Està ubicat a la ribera del riu Éssera, al vessant occidental de la Vall de Benasc als peus de la serra de Gia.
La població compta amb dues esglésies romàniques: Sant Pere de Vilanova d'Éssera (segle XII) i Santa Maria de Vilanova d'Éssera (segle XI-XII) que corresponen a cadascun dels dos nuclis de cases. Compta amb belles casas senyorials com la Casa Ríu i la Casa Bertràn, i la més important de totes, Casa del Señó que va ser propietat dels Bardaxí.
La temperatura mitjana anual és de 9,4° i la precipitació anual, 1137 mm.